# 圣信运动
圣信运动（義大利語：Sanfedismo）是1799年意大利天主教红衣主教法布里齊奧·魯福发起的反雅各宾派运动，魯福动员了那不勒斯王国农民反对亲法的帕特諾珀共和國并复辟君主费迪南多一世的统治。其全称为我们主耶稣基督圣信军（義大利語：Armata della Santa Fede in nostro Signore Gesù Cristo）。